# Lenrie Peters
Lenrie Leopold Wilfred Peters (n. 1932) este un doctor chirurg și scriitor gambian.

## Opere publicate

### Poezie
- 1964: Poems (Ibadan: Mbari Publications)
- 1967: Satellites (London: Heinemann}
- 1971: Katchikali (London: Heinemann) ISBN 043590633X ; ISBN 0435901036
- 1981: Selected Poetry (London: Heinemann) ISBN 0435902385

### Romane
- 1965: The Second Round (London: Heinemann) ISBN 0435900226